# Marcellin Champagnat
Pour les articles homonymes, voir Champagnat et Marcellin.
 (juin 2012).
Si vous disposez d'ouvrages ou d'articles de référence ou si vous connaissez des sites web de qualité traitant du thème abordé ici, merci de compléter l'article en donnant les références utiles à sa vérifiabilité et en les liant à la section « Notes et références ».
Marcellin Joseph Benoît Champagnat, né le 20 mai 1789 au hameau du Rosey, dans la commune de Marlhes et mort le 6 juin 1840 à Saint-Chamond, est un prêtre catholique français, fondateur de l'institut des Frères maristes des écoles.
Canonisé par l'Église catholique le 18 avril 1999, il est fêté le 6 juin de chaque année.

## Enfance et entrée en religion
Marcellin Champagnat naît de l'union de Jean-Baptiste Champagnat et de Marie Chirat (ép. Champagnat) le 20 mai 1789, au hameau du Rosey dans la commune de Marlhes. Il est le neuvième enfant d'une fratrie de dix. Ses parents sont cultivateurs marchands,.
Il reçoit une éducation religieuse de la part de ses parents et de l'une de ses tantes religieuse sœur de Saint-Joseph.
En 1805, Marcellin entre au petit séminaire de Verrières et le en novembre 1813 il entre au grand séminaire de Saint-Irénée à Lyon où il croise Jean-Marie Vianney. Il y rencontre notamment Jean Claude Colin, futur fondateur de la Société de Marie (société à laquelle les Frères maristes des écoles seront intégrés en avril 1842).
En 1815, au sein du grand séminaire de Lyon, il rejoint un groupe informel de séminaristes (connu sous le nom « Groupe de Saint-Irénée ») qui soutiennent l’idée de la création d’une structure dédiée à la Vierge Marie. Ce groupe initié par Jean-Claude Courveille et Étienne Déclas est cependant considéré très sérieusement par ses différents membres pour qui il représente un engagement moral. Au sein de ce groupe Marcellin propose l'idée qu'il mûrissait ; créer un groupe de frères enseignants pour catéchiser et instruire les enfants des campagnes (prémices de ce qui deviendra les Frères maristes des écoles),.
Le 22 juillet 1816, il est ordonné prêtre. Avant de quitter Lyon pour sa première affectation il se rend à la basilique Notre-Dame de Fourvière pour placer son ministère sacerdotal sous la protection de la Vierge Marie.

## Les débuts des frères maristes 1816-1825

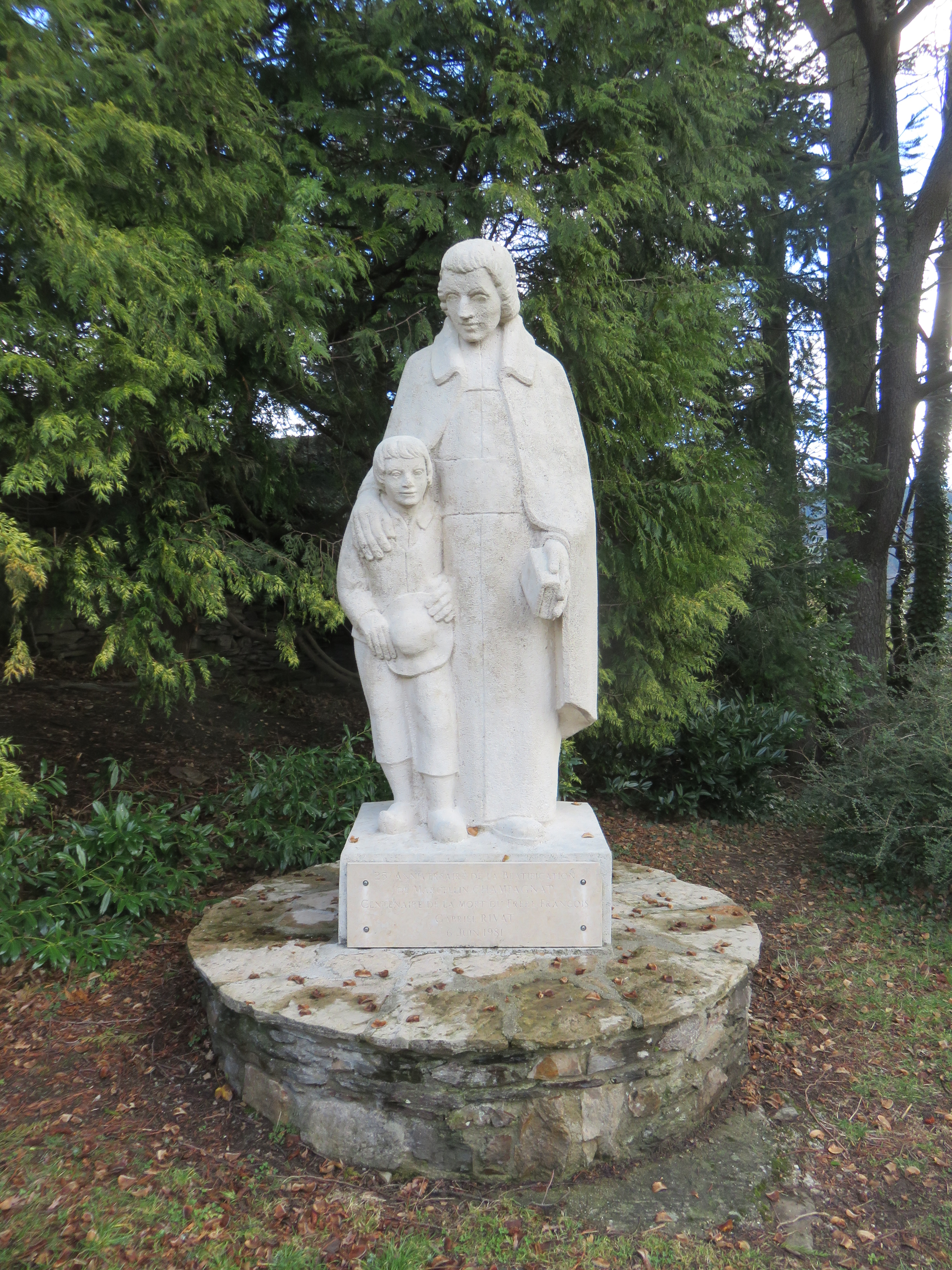
Statue à La Valla-en-Gier dans le département de la Loire.

Nommé le 12 août 1816 vicaire à La Valla-en-Gier, près Saint-Chamond, sur les flancs du Pilat, il se montre un vicaire austère mais doux et accessible, habile et efficace dans la prédication et l’enseignement, et rapidement son catéchisme a tant de succès que les adultes viennent y assister. Très dévoué, il n’hésite pas à prendre la route par tous les temps pour visiter les malades et administrer les sacrements. L'histoire dit que le 28 octobre 1816 il apprend que le jeune Jean Baptiste Montagne, 17 ans, demeurant au lieu-dit les Palais, est mourant. Il passe donc lui administrer les derniers sacrements et se trouve atterré par l'inculture religieuse du jeune homme en cette période post-révolutionnaire,. Montagne décède le même jour à 7 heures du soir et Champagnat s'engage à propager de nouveau la foi auprès de la jeunesse des campagnes (documentation : Parc Naturel Régional du Pilat, moulin de Virieu à Pélussin). Vite admiré et redouté, il entreprend de purger sa paroisse des divertissements (bals) et des mauvais livres (Voltaire). N’ayant pas oublié son idée de Frères enseignants, il achète une petite maison près du presbytère pour y abriter son Institut des Petits frères de Marie qui accueille ses deux premiers novices le 2 janvier 1817 : ce sont les modestes débuts des Petits Frères de Marie ou Frères Maristes. Il fait venir un maître d’école pour former les jeunes Frères à la méthode simultanée des Frères de la Doctrine Chrétienne et leur permettre à leur tour d’éduquer les enfants de la paroisse. L’école prend vite un grand accroissement : il s’agit, sous prétexte d’enseignement primaire, de former de bons chrétiens.
Enfin, Champagnat décidant, en 1818, de prendre la tête de la communauté qu’il avait fondée, quitte le presbytère pour loger chez les Frères dont il devient, non le directeur, fonction exercée par l’un d’entre eux, mais l’animateur et le directeur spirituel. Devant la réussite de la maison de la Valla, un établissement est fondé à Marlhes en 1819, à Saint-Sauveur-en-Rue en 1820, à Bourg-Argental en 1822. Mais ce succès met en péril la petite congrégation qui n’a plus de novices. En mars 1822 arrivent huit postulants de Haute-Loire ce qui donne une nouvelle impulsion à l’Institution et permet la création de nouveaux établissements à Vanosc (1823), Saint-Symphorien-sur-Coise (1823), Chavanay et Charlieu (1824).
La prétention de ce pauvre vicaire de campagne à former une congrégation devait susciter bien des critiques de la part de ses supérieurs ecclésiastiques, à commencer par le curé de la Valla, le curé de Saint-Pierre de Saint-Chamond et le vicaire général Bochard. Mais Gaston de Pins, archevêque d’Amasie, nommé administrateur du diocèse de Lyon (1824), le prit sous sa protection. Refusant la cure de la Valla, Champagnat obtient d’être déchargé de ses fonctions de vicaire (1825) pour s’occuper entièrement de l’œuvre des Frères. Il décide de bâtir son noviciat sur un terrain acheté à l’Hermitage  près Saint-Chamond, le vaste bâtiment étant conçu pour accueillir 150 personnes. La chapelle est bénie le 13 août 1825. Vite insuffisant, le noviciat de Notre-Dame de l'Hermitage ne devait cesser de s’agrandir par l’adjonction de nouveaux bâtiments dans les années suivantes. Le respect et l’amour des enfants, l’attention aux pauvres et aux abandonnés, l’esprit de famille et l’amour du travail, telles sont les valeurs inculquées par Champagnat qui se veut le serviteur de « Marie la Bonne Mère, la Ressource Ordinaire, la Première Supérieure ». Sa devise était « Tout à Jésus par Marie ».
La charge devenant trop lourde, il s’adjoint le desservant d’Épercieux, son ancien condisciple Jean-Claude Courveille, qui essaie d’évincer Champagnat et de se faire reconnaître comme Supérieur général des Frères (1825).

## Régularisation et rayonnement de la congrégation 1826-1840
Après ce malheureux épisode, qui a resserré les liens entre Champagnat et sa congrégation, il s’efforce de régulariser l’ordre en admettant les Frères à faire des vœux et il s’efforce d’obtenir la reconnaissance légale de son Institut. Parmi les nouveaux établissements fondés, les plus importants sont Valbenoîte (1827) à la demande du curé Rouchon et La-Côte-Saint-André (1830). La révolution de 1830 empêche la reconnaissance par l’État de la congrégation : elle se rapproche donc des Frères de l'instruction chrétienne[Lesquels ?] du diocèse de Valence qui bénéficie d’une autorisation.
Pour achever d’asseoir  son œuvre, Champagnat fait imprimer la règle de la Société en janvier 1837. Grégoire XVI ayant autorisé la Société des prêtres maristes (11 mars 1836), le père Colin est élu supérieur général des Pères et Champagnat, soucieux de maintenir  les liens entre les Pères et les Frères, devient assistant en 1839 : il avait, en effet, le 24 septembre 1836, prononcé sa consécration religieuse comme père mariste.

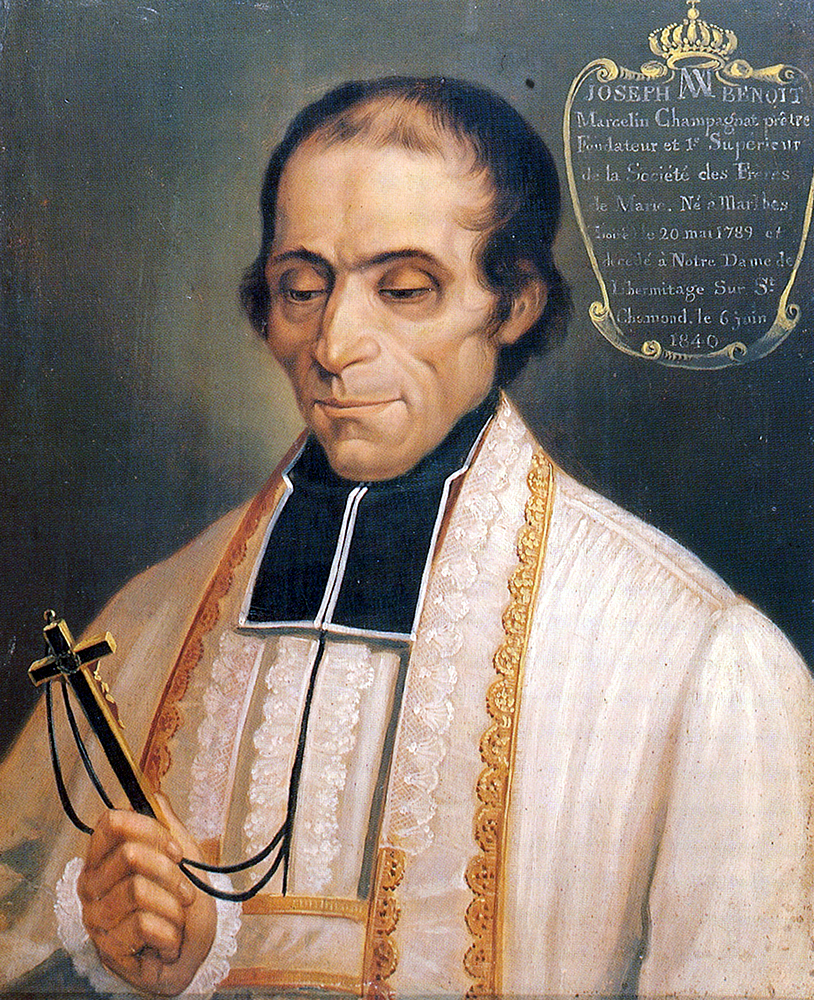
Portrait officiel posthume de Marcellin Champagnat (1840)

Les fondations d’établissements continuent peu avant et pendant la Monarchie de Juillet dans la Loire, dans le Rhône en 1828 à Neuville-sur-Saône, dans l’Ain et dans l’Isère mais la réputation de l’Institut est désormais nationale, une école est ouverte à Saint-Pol-en-Artois en 1838 et un noviciat à Vauban dans le Bourbonnais. Champagnat a d’ailleurs le souci de favoriser les meilleures méthodes pédagogiques, imposant l’apprentissage de la lecture avec la nouvelle prononciation des consonnes. Épuisé par ses voyages incessants et ses démarches à Paris auprès des autorités et malade depuis longtemps, il prépare sa succession et fait élire, le 12 octobre 1839, François Rivat comme directeur général des Frères maristes.
Il meurt  en odeur de sainteté après une longue et douloureuse  agonie causée par un cancer, laissant ce message dans son testament spirituel  du 18 mai 1840 : « Qu’il n’y ait parmi vous qu’un même cœur et un même esprit. Qu’on puisse dire des Petits Frères de Marie comme des premiers chrétiens : voyez comme ils s’aiment ! ». Il est enterré le 8 juin 1840, ses obsèques réunissant presque tous les prêtres du canton et de nombreux notables de Saint-Chamond qui n’avaient cessé de soutenir son œuvre. À sa mort, la congrégation compte 280 frères, 48 écoles et environ 7 000 élèves. En 2010, la congrégation comptait près de 4 000 membres de par le monde.
Une église a été bâtie en son nom à Saint-Chamond, l'église Saint-Marcellin-Champagnat, qui est située dans le quartier de Fonsala, à proximité de la place Île-de-France, où des messes et prières ont lieu très régulièrement.

## Canonisation
En 1920, Marcellin Champagnat est déclaré vénérable  par le pape Benoît XV.
Le 29 mai 1955, il est béatifié par le pape Pie XII.
Le 18 avril 1999, il est  canonisé par le pape Jean-Paul II sur la place Saint-Pierre du Vatican,.

## Citations
- « Pour bien élever les enfants, il faut les aimer, et les aimer tous également. »
- « Je ne peux pas voir un enfant sans avoir envie de lui dire combien Dieu l'aime. »
- « La grâce de Dieu, le trésor le plus cher aux parents, votre enfant, faites lui parvenir l'amour de Dieu dès la genèse. »